# Eugène Christophe
Eugène Christophe (Malakoff, Isla de Francia, 22 de enero de 1885- Malakoff, 1 de febrero de 1970) fue un ciclista francés especialista en ciclocrós. Fue profesional desde 1904 hasta 1926. En 1919, se convirtió en el primer ciclista en llevar el maillot amarillo del Tour de Francia.
Eugène Christophe corrió once Tours y acabó ocho. Nunca ganó ninguna edición, pero se hizo famoso por tener que soldar la horquilla rota de su bicicleta en el transcurso de la carrera durante una etapa del Tour de 1913. Fue una de las anécdotas que colorearon su carrera como corredor.

## Orígenes
Eugène Christophe participó en su primera carrera cuando tenía 18 años, y en la última cuando contaba con 41, en 1926. Trabajó como cerrajero hasta que se dedicó completemente al mundo del ciclismo. Se convirtió en campeón francés de ciclocrós entre 1909 y 1914, y nuevamente en 1921.
El 1906, corrió su primer Tour, donde acabó noveno detrás de René Pottier. En el Tour de 1912, Christophe no pudo obtener la victoria debido al sistema de otorgar el triunfo al ganador por puntos. Durante la carrera, fue el corredor más fuerte. Pero los belgas consiguieron la victoria juntando a muchos esprínteres y, de esta manera, conseguir muchos puntos. Solo cuando Christophe saltaba del pelotón, podía acabar por delante del ganador de esa edición, el belga Odile Defraye.
Christophe ganó tres etapas consecutivas en las que utilizó este método (incluyendo la escapada en solitario exitosa más larga del Tour de 315 kilómetros a Grenoble). De haberse decidido la carrera por tiempos, el resultado habría sido más ajustado y Christophe habría luchado hasta la etapa final. Como resultado de esta edición, en 1913 la carrera decidió elegir el campeón en base al mejor tiempo total.

### 1913 y el incidente del Tourmalet

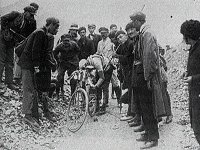
Eugène Christophe con un problema en la carretera.

En 1913, Christophe era el mejor clasificado en la general cuando un problema mecánico le costó el título. Iba en la parte delantera en el tramo entre París a Cherburgo y quería afrontar los Pirineos de forma prudente. Se encontraba en segundo lugar cuando la carrera se detuvo en Bayona la noche anterior al primer día de las etapas montañosas. La jornada presentaba una sucesión de durísimos puertos: Oschquis, Aubisque, Soulor, Gourette, Tourmalet, Aspin y Peyresourde. La etapa se puso en marcha a las 3 de la mañana, con Christophe a cuatro minutos y cinco segundos por detrás del belga Odile Defraye.
Christophe corría para Peugeot y su equipo atacó desde el inicio para desmoralizar a su rival del equipo Alcyon. Funcionó, ya que Defraye se dejó 11 minutos por detrás de Christophe en Oloron-Saint-Marie, que se convirtieron en 14 en Eaux-Bonnes y en una hora en Argelès. Saltó en Barèges, al pie del Tourmalet, el paso más alto de los Pirineos. Christophe dejó a todo el mundo excepto a otro belga, Philippe Thys, que lo siguió a unos pocos metros. Sin embargo, no era peligroso porque había perdido mucho tiempo antes; los dos estaban cinco minutos por delante del resto.
Christophe paró en la parte superior del puerto para invertir su rueda posterior y elegir una marcha más alta.
Christophe relataba que:

Me lancé a toda velocidad hacia el valle. Según mis cálculos, Henri Desgrange, estaba entonces liderando la clasificación general con una ventaja de 18 minutos. Así que, tenía que ir a toda velocidad. De repente, a unos diez kilómetros de Ste-Marie-de-Campan, en el valle, siento que algo anda mal con mi manillar. Ya no puedo guiar mi bicicleta. Aprieto los frenos y me paro. Veo que mis horquillas estaban rotas. Bueno, te digo ahora que mis horquillas estaban rotas pero no lo podía decir en ese momento porque era mala publicidad para mi patrocinador.
Y allí me dejaron solo en el camino. Cuando digo el camino, digo el camino. Todos los corredores que se habían quedado descolgados durante la subida pronto me alcanzaron. Estaba llorando de ira. Recuerdo que oí a mi amigo Petit-Breton gritar al verme: 'Ah, Cri-Cri, pobre muchacho'. Me estaba enfadando. Mientras descendía, buscaba un atajo. Pensé que tal vez uno de esos senderos me llevaría directamente a Ste-Marie-de-Campan. Pero lloraba tanto que no podía ver nada. Con mi bicicleta en el hombro, caminé más de diez kilómetros. Al llegar al pueblo de Ste-Marie-de-Campan, encontré a una joven que me condujo al herrero, al otro lado del pueblo. Se llamaba Monsieur Lecomte.

Tardaron dos horas en llegar a la fragua. Lecomte se ofreció a soldar las horquillas rotas de nuevo, pero un oficial de carrera y los directores de los equipos rivales no lo permitieron. Un corredor, dijo que el reglamento establecía que era responsable de sus propias reparaciones y la ayuda exterior estaba prohibida. Christophe se dedicó a la reparación mientras Lecomte le decía lo que tenía que hacer. Le costó tres horas y el juez de carrera lo penalizó con 10 minutos más -reducidos más tarde a tres- porque Christophe estaba siendo ayudado por un niño de siete años, Corni, que accionaba el fuelle de la forja para él. Llenando sus bolsillos con pan, Christophe se puso en marcha para afrontar los dos puertos que le quedaban y finalmente terminó el Tour en séptimo lugar. El edificio donde estaba la fragua tiene una placa que conmemora el episodio.
Las horquillas, que le costaron a Christophe la carrera, eran de Peugeot. No las volvió a ver otra vez hasta que un hombre moribundo se las legó 30 años más tarde. Algunos informes dicen que Christophe rompió sus horquillas porque corría detrás de un coche en descenso. El historiador, Bill McGann, dice:

Christophe no hizo ninguna mención de ningún coche cuando volvió a contarme la historia. Que las horquillas se rompan no era inusual. Estoy seguro de que el estado lamentable de la metalurgia en 1913 y las malas carreteras de montaña causaron el desastre. Mi propia teoría, basada en la poca información que tengo, es que la historia del coche es probablemente un intento de Peugeot para intoxicar la información. Debió haber sido horrible para Peugeot tener a su famoso corredor protestando por haber roto una horquilla. Un accidente de coche hace todo esto más fácil de explicar. El último clavo en el ataúd de la historia es que Christophe dijo: "No te lo hubiera dicho entonces porque era mala publicidad para mi firma". Si hubiera sido un accidente de coche, no habría habido mala publicidad porque nadie espera que una bicicleta resista un accidente de coche.

Poco después, Christophe se alistó como soldado cuando Francia declaró la guerra a Alemania en 1914. Sirvió en un batallón de ciclistas.

### ElTour de 1919y elmaillot jaune
En 1919 Christophe se convirtió en el primer hombre en llevar el maillot amarillo de líder de la carrera, aunque no estaba predestinado a ganarlo nunca. Christophe montaba con un suéter gris de La Sportive cuando, mientras corría, Desgrange le dio el primer maillot jaune. Christophe dijo:

Con el final de la guerra tan reciente, la industria del ciclismo no estaba en pleno rendimiento todavía, y el único equipo que abastecía material era la marca La Sportive y había muy poca diferencia entre los jerseys. Un día, en medio de una etapa de 482 kilómetros de Les Sables d'Olonne a Bayona Monsieur Baugé, comentó a Henri Desgrange que era bastante difícil para él distinguir a los diferentes corredores, por lo que para el público, tendría que ser imposible. ¿No podría el líder de la carrera llevar una camiseta especial?

Sin embargo, Christophe no estaba al principio contento con ponerse el maillot amarillo, ya que se quejaba de que los espectadores se reían y le decían que parecía un canario.
En el comienzo de la penúltima etapa de Metz a Dunkerque, era líder con más de 30 minutos de ventaja. Su horquilla se rompió de nuevo, esta vez por los adoquines de Valenciennes y, aunque estaba a un kilómetro de la fragua más cercana, perdió más de dos horas y media y la carrera mientras reparaba. En la última etapa tuvo una serie de pinchazos y cayó del segundo al tercer puesto por detrás de Jean Alavoine. Su historia fascinó a la opinión pública y fue galardonado con el mismo premio que el ganador Firmin Lambot. Su premio -13.310 francos- provino de una suscripción abierta por L'Équipe, el periódico que organizó la carrera. Las donaciones iban desde los tres francos hasta los 500 dados por Henri de Rothschild. Se ocuparon 20 páginas del diario para nombrar a todos los donantes. Christophe guardó las horquillas reparadas en el sótano de su casa.
En el Tour de 1922 y mientras era tercero con posibilidad de victoria en la general, otra horquilla rota en el descenso del Galibier en los Alpes obligó a Christophe una vez más a darse otro paseo por la montaña a pie.
En 1925, disputó su último Tour. Tenía 40 años y terminó 18º, 19 años después de su primera participación. La anécdota de la carrera fue que el belga Émile Masson estaba tan cansado después de largos y repetidos días de carrera, que le pidió a Christophe que le pegase en la cara para despertarlo.

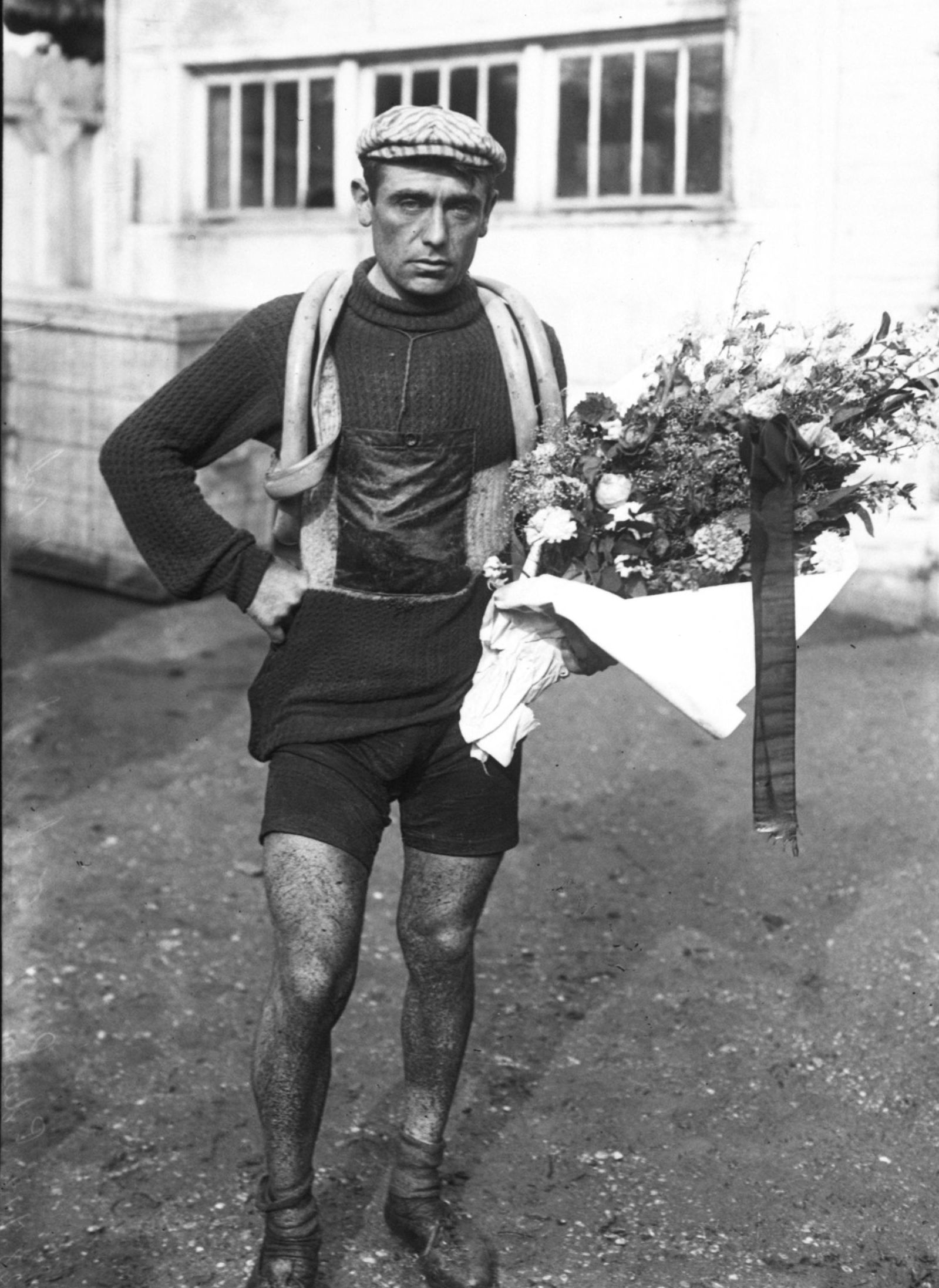
Christophe después de acabar el Tour de Francia 1912.

## Conmemoración
La Federación Francesa de Ciclismo en 1951 colocó una placa en la pared del edificio que se encuentra donde se hallaba la fragua en Ste-Marie-de-Campan. Christophe, entonces con 66 años, recreó el día que le costó el Tour de Francia. Llevaba la bicicleta en el hombro y la rueda delantera en la mano a la forja. Allí, vestido con ropa de carrera, volvió a reparar las horquillas como lo había hecho en otras ocasiones. Con él estaba el juez que lo supervisaba ese día, y Corni, que a los 11 años había ayudado a atizar el fuego. Se les unió la señora Despiau, la primera mujer que Christope encontró al entrar en la aldea. La placa en la pared decía:

Aquí, en 1913, Eugène Christophe, ciclista francés, primero en la clasificación general del Tour de Francia, víctima de un accidente mecánico en el Tourmalet, reparó la horquilla de su bicicleta en la fragua. Habiendo corrido numerosos kilómetros a pie, en las montañas, y habiendo perdido muchas horas, Eugène Cristophe no abandonó la carrera que debería haber ganado, mostrando un ejemplo sublime de fuerza de voluntad. Regalo de la Fédération Française de Cyclisme "bajo el patronaje de L'Équipe.

El nombre de Christophe se escribió por segunda vez en la placa con una H desaparecida. La placa permaneció allí hasta 2003, cuando fue reemplazada para conmemorar el centenario del Tour.
En 1965, Radio Luxemburgo organizó una fiesta para conmemorar el 80 cumpleaños de Christophe. La radio anunció que iría en bicicleta a la estación desde Malakoff y, en broma, dijo que cualquier persona que viera a un anciano montar en una pesada bicicleta por París, debería hacerle la ola: sería Eugène Christophe. Cuando Christophe llegó al estudio, había un centenar de seguidores fanáticos del ciclismo, entre ellos el excampeón mundial, Georges Speicher.
La plaza en Ste-Marie-de-Campan, y una huella de su mano, le rinden tributo.

## 1910 Milán–San Remo
Christophe se hizo famoso por su mala suerte en el Tour de Francia, pero su sufrimiento llegaría al límite con la victoria en la Milán-San Remo de 1910, que se disputó en unas condiciones meteorólgicas terribles. La salida contaba con 71 corredores y solo acabaron cuatro. El propio Christophe recordaba que:

El tiempo era bueno al principio de semana pero se volvió realmente malo después. El director Alphonse Baugé nos dijo que teníamos que ir a Turchino aunque la carretera era mala y estaba cubierta con nieve. François Faber y Louis Trousselier nos dijeron para animarnos: '¿Qué más da, si tenemos dos campeones de ciclocrós como Lapize y Christophe con nosotros?'

Las carreteras estaban embarradas y congeladas y tuvimos que transitar por las roderas, circulando por las márgenes de la carretera y esquivando los postes situados cada 20 metros hasta alcanzar Pavía. Corrimos los primeros 32 kilómetros en 56 minutos, y los 53 siguientes entre Milán y Voghera en 1h 50. Se producía ataque tras ataque y la prueba era más como una course des primes que como una carrera de fondo...
Llegamos al puerto del Turchino. Las nubes estaban bajas, el campo aparecía desolado y empezamos a sentir el frío cada vez con más intensidad. Comenzamos a temblar y cada pedalada era más pesada que la anterior. La nieve fundida en medio de la carretera hacía la carrera muy dura y luchábamos demasiado contra un viento glacial. Dejé a mi amigo Ernest Paul para alcanzar a Ganna, a quien había visto en una de las horquillas del trazado de la carretera. Lo superé sin demasiados problemas porque parecía no estarlo pasando con el frío mejor que yo. No muy lejos de coronar, empecé a sentirme mal. Mis dedos, mis pies y mis piernas estaban rígidos. Empecé a andar y a correr para activar la circulación. El mar y el viento rugían con fuerza. Tendría que haberme asustado si no hubiera sido porque había vivido experiencias parecidas en ciclocrós.
Bien, me volví a subir a la bici y conseguí ascender el puerto. Había un túnel arriba y pregunté al director donde estaba el líder. Me dijo que a seis minutos. Encontré a Van Hauwaert en la salida del túnel con su bicicleta en la mano y una capa en la espalda. Me dijo que estaba empapado. Yo estaba exhultante y me puse a bajar a través de la nieve que yacía en el camino en ese lado de la montaña.
La vista era totalmente diferente ahora. La nieve hacía que el campo pareciera hermoso y el cielo estaba muy claro. Pero entonces llegó mi turno para tener problemas. Era difícil seguir adelante. En algunos lugares, había 20 centímetros de nieve. A veces más. Cada vez que me veía obligado a bajar, tenía que empujar. Era un ciclocrós fuera de pista, a veces en la bici, a veces a pie. Podía seguir adelante, pero cada vez más lento. Entonces tuve que parar a causa de un calambre estomacal. Me estiré sobre la bici con una mano en mi bicicleta y la otra en mi estómago, y me caí sobre una roca al lado izquierdo de la carretera. Estaba congelado. Lo único que podía hacer era mover un poco la cabeza de izquierda a derecha y de derecha a izquierda.
Vi una pequeña casa no muy lejos, pero no pude llegar hasta allí. No me di cuenta de lo peligroso que era. Solo tenía un pensamiento: llegar a San Remo primero y no darle importancia al dolor que sentía... Pensé también en mi contrato con la fábrica de bicicletas. Yo obtendría el doble de mi salario si ganaba. 300 francos para el primer lugar. En medio de mi desgracia, afortunadamente un hombre pasó por allí por casualidad.

'Signor, signor…'

Christophe miró al hombre y dijo casa. Entró en su casa y le envolvió en una manta. Reinició el ejercicio físico para activar la circulación sanguínea. Entonces Van Hauwaert y Paul entraron. "Estaban tan congelados que pusieron sus manos en el fuego. Ernest Paul había perdido un zapato", recordaba Christophe.

Estuve allí durante aproximadamente 25 minutos. Vi que cuatro corredores pasaban de largo. Decidí volverme a poner encima de la bicicleta. Ernest Paul me dijo "Estás loco". Y mi anfitrión no me dejaba irme. Le tuve que engañar al decirle que podía conocer a alguien en San Remo que me ayudase a coger un tren. Me puse en camino, alcancé a Cocchi y Pavesi y llegué al control justo detrás de Ganna, que se ponía en marcha cuando me detuve. Empecé a tirar de nuevo después de que Baugé me dijera que podía ganar y sobrepasé a Ganna al entrar en la ciudad. Y unos kilómetros más tarde atrapé a Albini.

En el control en Savona (90 km) todo el mundo estaba asombrado de verme solo. No paré mucho tiempo, cogí la bicicleta de sustitución de Trousellier, porque sabía que Garrigou y él habían abandonado antes de Ovada. Estaba convencido de mi victoria y con 100 kilómetros por delante me sentía de nuevo con fuerza. La idea de cruzar la meta en solitario, concentró toda mi energía. Llegué a San Remo muy por detrás del horario programado. Eran las 6 de la tarde cuando me detuve debajo de la pancarta que mostraba el final de mi calvario.

Christophe estuvo un mes en el hospital para recuperarse de la congelación en sus manos y del daño que el frío había hecho en su cuerpo. Tardó más de dos años en recuperar la salud. Únicamente tres corredores acabaron esa edición y el resultado es todavía incierto, porque algunos informes dicen que Van Hauwaert acabó cuarto y otros que quedó descalificado por hacer parte del recorrido en coche.

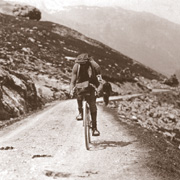
Christophe subiendo el Col du Galibier en el Tour de Francia 1912

## Personalidad
Christophe era un hombre metódico que corría siempre con una moneda de 20 francos, una de 10, una cadena y una llave de radios en una bolsa de gamuza colgada de su cuello. El periodista Jock Wadley, quien le visitó en Malakoff, dijo: 

Christophe tenía una memoria privilegiada. Esa es la razón por la que su taller estaba ordenado, con cada herramienta limpia y en su sitio. Su casa estaba igualmente en orden. Me limitaba a mencionar algún tema y él iba a un cajón, sacaba un sobre o un expediente, marcado como «Tour 1912» o «Paris-Roubaix 1920» o «cross-cyclo pédèstre». Cada fotografía tenía un subtítulo cuidadosamente escrito en la parte posterior.

Su diario de carrera data de principios de los años veinte. Una mano pequeña y ordenada describía cada carrera, etapa por etapa, sus impresiones, resultados y gastos. Christophe decía que todas las noches en el hotel durante la competición, dejaba la equipación preparada "como un bombero", de modo que en el momento en que me llamaban por la mañana, no perdía el tiempo buscando mi ropa y el equipo: zapatos, jersey, gafas, pantalones cortos. El resto de su ropa estaba distribuida ordenadamente.
Wadley añade:

Durante mi visita, dijo que no la primera vez, que él no era un hombre rico en el sentido monetario, pero que era rico en recuerdos felices y buena salud para mostrar sus méritos en carrera. Todavía se subía a la bicicleta a menudo, en la mayoría de las carreras en el área parisina, pero le gustaba tomárselo con calma. "He sufrido bastante en un bicicleta", dijo, pero el año pasado hice 115 millas en 8 horas y media, con 12 libras de equipaje y me paraba 10 minutos cada dos horas para comer galletas, peras y uvas; y beber un vaso de agua de Vichy.

## Muerte
Eugène Christophe murió en el Hôpital Broussais en París el 1 de febrero de 1970, a los 85 años. Siempre residió en Malakoff, cerca de París.

## Reputación
Christophe nunca ganó el Tour, pero sus historias han sido parte de la mitología de la carrera. Junto a René Vietto y Raymond Poulidor, son considerados como el trío de eternos segundones, famosos por quedarse cerca de sus rivales más exitosos.

## Reconocimientos
Fue designado como uno de los ciclistas más destacados de la historia al ser elegido en el año 2002 para formar parte de la Sesión Inaugural del Salón de la Fama de la UCI.
- Fue miembro del Club de Ciclismo Deportivo L'Etoile de Malakoff desde sus primeras carreras hasta su muerte.
- Jacques Anquetil le otorgó la medalla del Tour de Francia al final de la edición de 1965. Christophe contaba con 81 años de edad.[17]

## Palmarés
1905
- 2.º en el Campeonato de Francia de Ciclocrós

1909
- Campeonato de Francia de Ciclocrós
- París-Calais

1910
- Campeonato de Francia de Ciclocrós
- Milán-San Remo

1911
- Campeonato de Francia de Ciclocrós

1912
- Campeonato de Francia de Ciclocrós
- 2.º en el Tour de Francia, más 3 etapas

1913
- Campeonato de Francia de Ciclocrós

1914
- Campeonato de Francia de Ciclocrós
- Polymultipliée

1919
- 3.º en el Tour de Francia

1920
- Burdeos-París
- París-Tours
- 2.º en el Campeonato de Francia de Ciclocrós

1921
- Campeonato de Francia de Ciclocrós
- Burdeos-París

1922
- 3.º en el Campeonato de Francia de Ciclocrós

1923
- 2.º en el Campeonato de Francia de Ciclocrós

1925
- Circuit de Bourbonnais

1926
- Circuit de Bourbonnais
- Annemasse

## Resultados en Grandes Vueltas
Durante su carrera deportiva consiguió los siguientes puestos en las Grandes Vueltas:
| Carrera         | 1906 | 1907 | 1908 | 1909 | 1910 | 1911 | 1912 | 1913 | 1914 | 1915 | 1916 | 1917 | 1918 | 1919 | 1920 | 1921 | 1922 | 1923 | 1924 | 1925 |
| --------------- | ---- | ---- | ---- | ---- | ---- | ---- | ---- | ---- | ---- | ---- | ---- | ---- | ---- | ---- | ---- | ---- | ---- | ---- | ---- | ---- |
| Giro de Italia  | X    | X    | X    | -    | -    | -    | -    | -    | -    | X    | X    | X    | X    | -    | -    | -    | -    | -    | -    | -    |
| Tour de Francia | 9º   | -    | -    | 9º   | -    | Ab.  | 2º   | 7º   | 11º  | X    | X    | X    | X    | 3º   | Ab.  | Ab.  | 8º   | -    | -    | 18º  |
| Vuelta a España | X    | X    | X    | X    | X    | X    | X    | X    | X    | X    | X    | X    | X    | X    | X    | X    | X    | X    | X    | X    |